# Бања (Србица)
Бања (Бање; алб. Bajë или Baja), или Бања Рудничка, је насељено место у Србији, у општини Србица. Административно припада Косову и Метохији, односно Косовскомитровачком управном округу. Према попису из 2011. године било је 340 становника.
Атар насеља се налази на територији катастарске општине Бања површине 1.033 ha.

## Историја
У 13. веку краљ Стефан Урош I даровао је ово село манастиру Грачаници, о чему сведочи сачувана даровница. Сеоску цркву је подигао дворјанин српског деспота Ђурђа — властелин Родоп, и посветио је Светом Николи. Том приликом властелин је цркви даровао и звона. Она су сачувана и данас се налазе у Пећкој патријаршији и Народном музеју у Београду. Ктитор цркве Светог Николе сахрањен је у својој задужбини и ту се налази његова надгробна плоча. Између два рата црква је обновљена, али су је за време Другог светског рата албански фашисти опљачкали, а иконостас су срушили и затрпали га камењем. Године 1971. црква је поново обновљена.
У ноћи 21. маја 1998. године група ОВК-а терориста из Дренице напале су село Бање и Суво Грло (у којима живе Срби) и полицијску станицу у Руднику изнад Србице. Срби и полиција су одговорили на ватру, а жртава и повређених међу њима није било.

## Демографија
Према попису из 1981. године у насељу већинско становништво су били Срби. Након рата 1999. године Бање су једно од ретких насеља општине Србица које Срби нису напуштали.
| Етнички састав према попису из 1981.‍ | Етнички састав према попису из 1981.‍ | Етнички састав према попису из 1981.‍ | Етнички састав према попису из 1981.‍ | Етнички састав према попису из 1981.‍ |
| ------------------------------------ | ------------------------------------ | ------------------------------------ | ------------------------------------ | ------------------------------------ |
|                                      |                                      |                                      |                                      |                                      |
| Срби                                 | Срби                                 |                                      | 338                                  | 91,1%                                |
| Албанци                              | Албанци                              |                                      | 32                                   | 8,6%                                 |
| Укупно: 371                          |                                      |                                      |                                      |                                      |

| Етнички састав према попису из 2011.‍ | Етнички састав према попису из 2011.‍ | Етнички састав према попису из 2011.‍ | Етнички састав према попису из 2011.‍ | Етнички састав према попису из 2011.‍ |
| ------------------------------------ | ------------------------------------ | ------------------------------------ | ------------------------------------ | ------------------------------------ |
|                                      |                                      |                                      |                                      |                                      |
| Албанци                              | Албанци                              |                                      | 310                                  | 91,2%                                |
| Срби                                 | Срби                                 |                                      | 30                                   | 8,8%                                 |
| Укупно: 340                          |                                      |                                      |                                      |                                      |

Број становника на пописима:
|             | \| Демографија[6] \| Демографија[6] \| Демографија[6] \| \| Година \| Становника \| Становника \| \| -------------- \| -------------- \| -------------- \| \| 1948. \| 552 \| \| \| 1953. \| 595 \| \| \| 1961. \| 636 \| \| \| 1971. \| 513 \| \| \| 1981. \| 371 \| \| \| 1991. \| 274 \| \| |            |
| Демографија | |            |
| Година      | Становника | Становника |
| 1948.       | 552 |            |
| 1953.       | 595 |            |
| 1961.       | 636 |            |
| 1971.       | 513 |            |
| 1981.       | 371 |            |
| 1991.       | 274 |            |